# Ferns
Ferns (forma anglicizzata) o Fearna (in irlandese) è un villaggio nella contea di Wexford, in Irlanda.